# Virgile Boumelaha
Virgile Jamel Boumelaha né le 6 août 1983 à Mulhouse en France  ,est un footballeur international algérien. Il évoluait au poste de défenseur central,.

## Carrière
Boumelaha a commencé sa carrière au FC Saint-Louis, puis a rejoint le FC Bâle et le FC Sochaux-Montbéliard en 2002, où il n'a fait que deux apparitions avant de rejoindre le VfB Stuttgart en 2004. Il ne parvient pas à s'imposer dans l'équipe première du VfB Stuttgart et signe au HJK Helsinki, où il joue un match au cours de la saison 2005/06. En janvier 2006, il a rejoint le SR Delémont en Suisse, où il a joué 19 matches. Après seulement deux saisons à Delémont, il a rejoint le FC Gossau en Challenge League, où il a joué 6 mois entre le 18 décembre 2008 et son départ de l'équipe,[2] il a signé en février 2009 avec le FC Grenchen.

## Soldats
Il est le frère cadet d'Olivier Boumelaha et le frère aîné de Sabri Boumelaha.